# کالیدنوس
در اساطیر یونانی، کالیدنوس (به یونانی باستان: Κάλυδνος، به لاتین: Calydnus) پسر اورانوس و نخستین پادشاه تبای بود که گفته می‌شود شهر به نام او کالیدنا نامگذاری شده بود. باور بر این بود که او نخستین استحکامات شهر را بنا نهاد، به همین دلیل گاهی تبای را دژ کالیدنوس می‌نامیدند. پس از کالیدنوس، اوگیگوس جانشین او شد.
همچنین، کالیدنوس دیگری در اسطوره‌ها به عنوان نام‌گذار جزیره کالیدنا در نزدیکی تروا شناخته می‌شود.

## مراجع
1. ↑  استفانوس بیزانتیوس، ذیل واژه Kalydna
2. ↑  جان تیتز در لیکوفرون، 1206 و 1209
3. ↑  سيمون هورنبلور (2015). Lykophron, Alexandra: Greek Text, Translation, Commentary, and Introduction. Great Clarendon Street, Oxford, OX2 6DP, United Kingdom: Oxford University Press. p. 433.{{cite book}}:  نگهداری CS1: موقعیت (link)
4. ↑  استفان بیزانسی، ذیل واژه Kalydna؛ تزتزس بر لیکوفرون، 25

- Hornblower, Simon, Lykophron, Alexandra: Greek Text, Translation, Commentary, and Introduction. Oxford University Press. Great Clarendon Street, Oxford, OX2 6DP, United Kingdom. 2015. ISBN 978-0-19-957670-8
- Stephanus of Byzantium, Stephani Byzantii Ethnicorum quae supersunt, edited by August Meineike (1790-1870), published 1849. A few entries from this important ancient handbook of place names have been translated by Brady Kiesling. Online version at the Topos Text Project.